# Новоозёрный (Челябинская область)
Новоозёрный — посёлок в Верхнеуральском районе Челябинской области России. Входит в состав Спасского сельского поселения.

## География
Расположен в юго-восточной части района, на берегу реки Карабутак. Расстояние до районного центра города Верхнеуральска 33 км.

## История
Поселок основан переселенцами из станицы Озерной Оренбургской губернии в ходе заселения Новой пограничной линии. В 1920 году появилась сельскохозяйственная коммуна «Путь пролетариата».

## Население
| 2002 | 2010 |
| ---- | ---- |
| 168  | ↘131 |

(в 1926 — 497, в 1950 — 201, в 1970 — 287, в 1983 — 160, в 1995 — 170)

## Улицы
- Зелёная,
- Рабочая,
- Российская,
- Солнечная,
- Центральная,
- Колхозная.

## Инфраструктура
- Фельдшерско-акушерский пункт,
- СХПК «Новоозёрный»